# シティ・マライア・マムード
シティ・マライア・ビンティ・マムード（Siti Mariah binti Mahmud、 1958年2月14日 - ）は、マレーシアの政治家である。 彼女は2019年現在、 セリセルダンの セランゴール州議会のメンバーである。 彼女はまた、旧野党連合 パカタン・ハラパン （PakatanHarapan）略してPH、与党連合の国民信任党 （AMANAH）のメンバーである。 シティ・マライアは、以前はパカタンラキャット （PR）非公式の政治連合の汎マレーシア・イスラム党 （PAS）の元メンバーだったときに、 セランゴール州の コタラジャ選挙区のマレーシア議会のメンバーであった。 
シティ・マライアは2008年の選挙で議会に選出され、与党のバリサン・ナショナル （BarisanNasional）連合、略してBNによって開催されていたコタラジャの議席を獲得した。  イスラム主義者のPASに対する彼女の勝利は、中国系およびインド系の有権者の支持を得たと報告された。  彼女は2013年の選挙で2期目の再選しましたが、 2018年の選挙で、AMANAHの大統領であるMohamad Sabu（モハマド・サブ）に道を譲るために、コタラジャ議会議員の3期目の再選を求めなかった。 彼女は、セリセルダンのセランゴール州議会選挙区の選挙区で、候補者のAMANAHとして初めて争った。 
2005年、シティ・マライアはPASの副会長の最初の女性候補者であったが、彼女は敗北した。  彼女はその後、PASの「新しいダイナミックで進歩的な声（"new dynamic progressive voice"）」を代表するものとして描かれました。 
政治に入る前は、シティ・マライアは医師であり講師である。 彼女には6人の子供がいる。 

## 選挙結果
| 年     |  |                                  | 投票   | Pct     | 相手                               | 相手                             | 投票   | Pct     | 投票票 | 過半数 | 消す    |
| ------ |  | -------------------------------- | ------ | ------- | ---------------------------------- | -------------------------------- | ------ | ------- | ------ | ------ | ------- |
| 2004   |  | シティ・マライア・マムード (PAS) | 16,137 | 36.57％ |                                    | ヴィグネスワラン・サナシー (MIC) | 24,376 | 55.24％ | 44,758 | 8,239  | 76.67％ |
| 2004   |  | シティ・マライア・マムード (PAS) | 16,137 | 36.57％ | クリスナサミー・テヴァラヤン (IND) | 3,608                            | 8.18％ |         | 44,758 | 8,239  | 76.67％ |
| 2008年 |  | シティ・マライア・マムード (PAS) | 38,630 | 68.36％ |                                    | ヴィグネスワラン・サナシー (MIC) | 17,879 | 31.64％ | 57,323 | 20,751 | 79.74％ |
| 2013   |  | シティ・マライア・マムード (PAS) | 59,106 | 64.51％ |                                    | ムルゲ・サンシナンダバー (MIC)   | 29,711 | 32.43％ | 92,719 | 29,395 | 87.55％ |

| 年     |  |                                     | 投票   | Pct     | 相手                             | 相手                              | 投票    | Pct     | 投票票 | 過半数 | 消す    |
| ------ |  | ----------------------------------- | ------ | ------- | -------------------------------- | --------------------------------- | ------- | ------- | ------ | ------ | ------- |
| 2018年 |  | シティ・マライア・マムード (AMANAH) | 27,088 | 59.71％ |                                  | モハド・サティム・ディマン (UMNO) | 12,725  | 28.05％ | 46,054 | 14,363 | 87.18％ |
| 2018年 |  | シティ・マライア・マムード (AMANAH) | 27,088 | 59.71％ | ノール・ハニム・イスマイル (PAS) | 5,552                             | 12.24％ |         | 46,054 | 14,363 | 87.18％ |